# Цзебянь

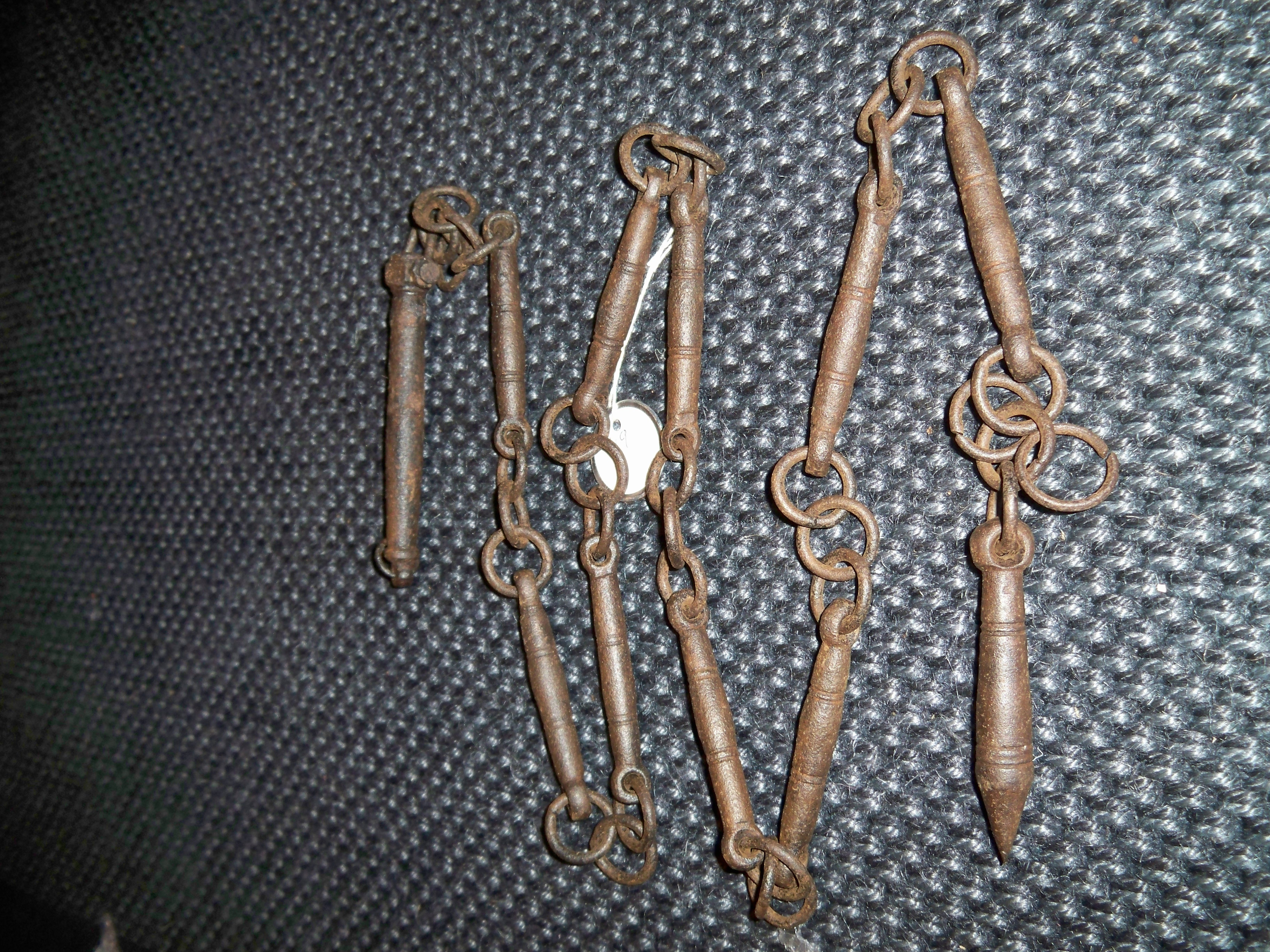
Десятизвенная цепь

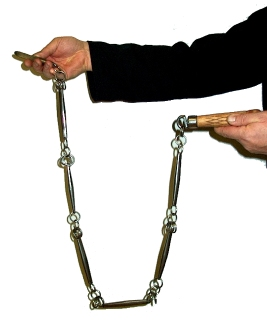
Семизвенная цепь

Цзебянь (кит. упр. 節鞭, пиньинь jiē biān, буквально: «секционная плеть») — китайское холодное гибко-суставчатое оружие, представляющее собой цепь из нескольких металлических сегментов.

## Конструкция
Цепь состоит из нескольких цилиндрических звеньев, выполненных из металла и соединённых с помощью металлических колец. Последнее звено несколько массивнее остальных и заканчивается коническим остриём. Первое звено соединяется с металлической или деревянной рукоятью. Возле первого и последнего звеньев могут крепиться яркие платки, предназначенные для отвлечения противника и для замедления оружия, что упрощает контроль над ним. Общее число звеньев может достигать от 3 до 36, однако чаще всего составляет 7—13.
К числу наиболее распространённых вариантов относятся:
- Цзюцзебянь (кит. упр. 九節鞭, пиньинь jiǔ jié biān) — девятизвенная цепь.
- Цицзебянь (кит. упр. 七節鞭, пиньинь qī jié biān) — семизвенная цепь.
- Саньцзебянь (кит. упр. 三節鞭, пиньинь sān jié biān) или мэйхуабянь (кит. упр. 梅花鞭, пиньинь méi huā biān) — трёхзвенная цепь.

Также относительно распространены были пятизвенные, десятизвенные и двенадцатизвенные варианты.
Общая длина наиболее длинных вариантов оружия могла достигать почти 3 метров. Длина девятизвенной цепи составляла около 1,6 м, современные спортивные варианты несколько короче.

## История
По одним данным, девятизвенная цепь впервые была применена ещё в период Цзинь (265—420). По другим данным, это оружие появилось во времена династии Сун (960—1279). В настоящее время техника работы этим оружием изучается в школах боевых искусств.

## Техника применения
Техника работы цзебянь основана на разнообразных вращениях по круговым траекториям и «восьмёркам». Во время вращений цепь может держаться за рукоять или за середину. Для резкой смены траектории вращения применяется закручивание цепи вокруг локтя, ноги или шеи. В показательных выступлениях также применяются различные акробатические элементы. Например, человек, лёжа на спине, «подпрыгивает» и вращает цепь под собой. Перед началом работы оружие, как правило, держится в сложенном виде, зажатым в кулаке, после чего выбрасывается вперёд.
Цепь, в зависимости от захвата, может использоваться как на коротких, так и на длинных дистанциях. Она может применяться как для нанесения колотых повреждений остриём последнего звена, так и в качестве оружия ударно-раздробляющего действия.
«Секционная плеть» может применяться и в парном варианте, при котором используется две цепи. Также она может применяться совместно с тесаком дао — в этом случае цепь держится в левой руке, а тесак — в правой.